# Здание народного суда
Здание народного суда — памятник архитектуры в Тольятти, Самарская область, Россия. Здание расположено на улице Карла Маркса, дом 40а. Объект культурного наследия регионального значения.

## История
Здание построено в 1955—1959 гг. силами СУ-3 треста «Куйбышевоблстрой» по заказу Горкомхоза Ставрополя и стало первым зданием суда в перенесённом городе.
После переезда суда в новое здание объект пустовал. В 2007—2008 гг. после ремонта здание приспособлено под современное использование.
В 2013 г. здание включено в реестр памятников культурного наследия регионального значения, в 2024 г. завершена повторная реставрация.
В настоящее время в здании размещается Контрольно-счетная палата Тольятти.

## Архитектурные особенности
Здание построено в стиле советского неоклассицизма и представляет собой одноэтажное четырехугольное здание с полувальмовой крышей. Имеет выдвинутый фасадный двухколонный портик, дополненный антаблементом, боковыми пилястрами и прорезной аркой на тимпане треугольного фронтона. Над центральным входом — лепной герб РСФСР.